# 雨宮站
雨宮站（日语：／ Amenomiya eki */?）是位於長野縣千曲市大字雨宮，長野電鐵的屋代線車站（廢站）。在2012年4月1日，隨著屋代線廢線，此站也被廢除。此站的車站編號為Y3。

## 歷史
- 1922年（大正11年）6月10日 - 河東鐵道車站啟用[1]。
- 1926年（大正15年）9月30日 - 河東鐵道與長野電氣鐵道合併，長野電鐵成立。此站成為長野電鐵河東線的車站。
- 1965年（昭和40年）4月1日 - 結束處理貨物。
- 1983年（昭和58年）
  - 8月14日 - 結束處理手提小行李。
  - 10月27日 - 撤走交會設備[1]。由停車場變更為停留場。
- 1991年（平成3年）1月26日 - 成為無人車站。
- 2002年（平成14年）9月18日 - 路線名稱改為屋代線。
- 2012年（平成24年）4月1日 - 屋代線廢除，此站也被廢除[1]。

## 車站構造
截至車站廢除前，車站是一座地面車站，設有1面1線的單式月台。曾經此站是2面2線的相對式月台。在廢站前，不再使用的月台一直沒有撒走。
此站原本為有人車站，廢除前為無人車站。

## 車站周邊
- 更埴系統交匯處（日语：更埴ジャンクション）
- 雨宮郵局
- 國道403號（日语：国道403号）
- 雨宮之渡蹟

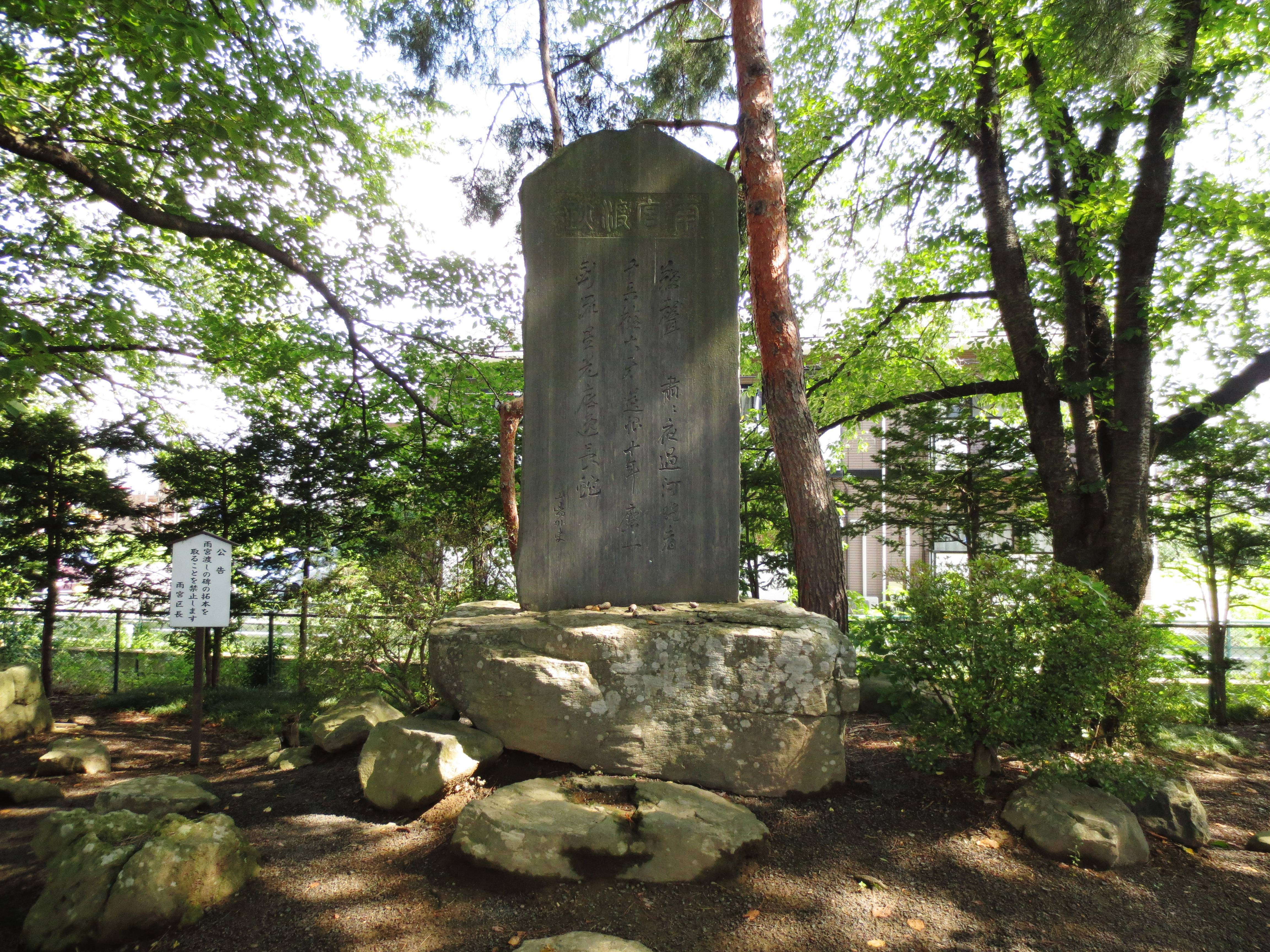
雨宮之渡

- 雨宮坐日吉神社 - 每三年舉行一次祭典，在舉行期間，幾個獅子頭會被人倒掛在橋樑上[2]。
- 佐久間象山自行製造的大砲試射地方
- 土口將軍塚古墳（日语：土口将軍塚古墳）
- 倉科將軍塚古墳（日语：倉科将軍塚古墳）
- 生仁城（日语：生仁城）（唐崎山城）蹟

## 使用狀況
以下為1日平均乘車人次。
| 乘車人次變化 | 乘車人次變化 |
| 年度         | 1日平均人次  |
| ------------ | ------------ |
| 1999         | 47           |
| 2000         | 41           |
| 2001         | 25           |
| 2002         | 28           |
| 2003         | 25           |
| 2004         | 25           |
| 2005         | 26           |
| 2006         | 28           |
| 2007         | 23           |
| 2008         | 20           |
| 2009         | 23           |
| 2010         | 30           |
| 2011         | 26           |

## 相鄰車站
長野電鐵
■屋代線
東屋代（Y2）－雨宮（Y3）－岩野（Y4）

## 注腳
1. 1 2 3 4 5 6 7 8 9 10  信濃毎日新聞社出版部. . 信濃毎日新聞社. 2011-07-24: 293. ISBN 9784784071647 （日语）.
2. ↑  雨宮の神事芸能 （页面存档备份，存于）八十二文化財団]（日語）
3. ↑  千曲市統計書